# Lilla Ramm
Lilla Ramm är en sjö i Oskarshamns kommun i Småland och ingår i Marströmmens huvudavrinningsområde. Sjön är 13,5 meter djup, har en yta på 0,623 kvadratkilometer och är belägen 7,6 meter över havet. Lilla Ramm ligger i Stora Ramm och Marströmmen Natura 2000-område. Sjön avvattnas av vattendraget Marströmmen (Bodaån).

## Delavrinningsområde
Lilla Ramm ingår i det delavrinningsområde (637595-153995) som SMHI kallar för Utloppet av Lilla Ramm. Medelhöjden är 29 meter över havet och ytan är 14,84 kvadratkilometer. Räknas de 30 avrinningsområdena uppströms in blir den ackumulerade arean 401,3 kvadratkilometer. Avrinningsområdets utflöde Marströmmen (Bodaån) mynnar i havet. Avrinningsområdet består mestadels av skog (87 procent). Avrinningsområdet har 0,63 kvadratkilometer vattenytor vilket ger det en sjöprocent på 4,2 procent.